# Potres v Furlaniji (1976)

Potres v Furlaniji je bil močan potres s serijo večjih popotresnih sunkov, ki so leta 1976 prizadeli severovzhodno Italijo, predvsem deželo Furlanijo, in severozahodni del Slovenije. Najmočnejša potresna sunka sta nastala v maju in septembru, prvi 6. maja ob 20.00 po svetovnem času (21.00 po lokalnem) z magnitudo 6,5 in drugi 15. septembra ob 9. uri in 21 minut z magnitudo 6,1. Globina žarišč je bila med 10 in 15 km, epicenter pa v italijanskem Huminu. Glavni sunek in popotresni sunki, ki jih je bilo do jeseni naslednje leto 3000, so dosegli največje učinke X. stopnje po evropski makroseizmični lestvici (EMS).
Prizadeta območja so bila skoncentrirana na območju velikem 600 km², največ škode je utrpelo naselje Humin, ki je bilo v potresu skoraj popolnoma porušeno. Precejšnja škoda je bila tudi v severozahodni Sloveniji, predvsem v Posočju. Potres so čutili tudi v Švici, Avstriji, južni Nemčiji, na Češkem, Slovaškem, južni Poljski, jugozahodni Madžarski in severozahodni Hrvaški. Glede na obseg škode je bilo število žrtev razmeroma majhno, saj so ljudje po prvem opozorilnem sunku približno minuto pred glavnim zapustili svoje domove. Kljub temu je umrlo 939 ljudi, 2400 je bilo ranjenih. Zaradi poškodb na stavbah je po prvi seriji sunkov ostalo brez strehe nad glavo skoraj 160.000 ljudi. Domovanja so prebivalci začeli popravljati, a je po septembrskih sunkih število brezdomcev znova naraslo na 70.000. Kljub mednarodni pomoči in naglici zaradi bližajoče se zime je še konec leta večina živela v zasilnih prebivališčih.

## Posledice v Sloveniji
Potres je bilo čutiti v celotni Sloveniji, vendar žrtev ni bilo. Največje učinke, VIII. stopnje po EMS, je potres dosegel v Breginjskem kotu, v Kobaridu med VII. in VIII. stopnjo, v Tolminu VII. stopnjo, v Bohinjskem kotu med VI. in VII. stopnjo, v Ljubljani, na Goriškem, Idrijskem in Postojnskem VI. stopnjo, v osrednji in južni Sloveniji ter na vzhodu do Maribora V. stopnjo, v severovzhodni Sloveniji pa IV. stopnjo po EMS. Septembrski potres je imel nekoliko nižjo intenziteto.
Največ škode je bilo v vaseh Podbela, Breginj, Ladra, Smast, Trnovo in Srpenica. V teh naseljih je že po majskem potresu ostalo brez strehe nad glavo več kot 80 % prebivalcev, porušeni so bili tudi dragoceni kulturni spomeniki. Skupno je bilo poškodovanih okrog 12.000 zgradb, od tega je bilo med potresom ali po njem porušenih okrog 4000. Skupni učinki obeh serij potresov so v Breginjskem kotu dosegli IX. stopnjo, v drugih delih Posočja in v delih Bohinjskega kota pa VIII. stopnjo po lestvici EMS. Na srečo ni bilo nobenih žrtev.